# إديميلسون فيرنانديز
إديميلسون فيرنانديز (15 أبريل 1996 سويسرا - ) هو لاعب كرة قدم سويسري، يلعب كلاعب وسط.

## روابط خارجية
- إديميلسون فيرنانديز على موقع الاتحاد الدولي (مؤرشف)  (الإنجليزية)
- إديميلسون فيرنانديز على موقع الاتحاد الأوربي (الإنجليزية)
- إديميلسون فيرنانديز على موقع إي إس بي إن إف سي (الإنجليزية)
- إديميلسون فيرنانديز على موقع قاعدة بيانات كرة القدم.إي يو (الإنجليزية)
- إديميلسون فيرنانديز على موقع ناشيونال فوتبول تيمز (الإنجليزية)
- إديميلسون فيرنانديز على موقع Soccerbase.com (لاعب) (الإنجليزية)
- إديميلسون فيرنانديز على موقع Soccerway.com (الإنجليزية)
- إديميلسون فيرنانديز على موقع عالم كرة القدم.نت (الإنجليزية)
- إديميلسون فيرنانديز على موقع AS.com (الإسبانية)